# ناحیه پچینیا
ناحیه پچینیا (به صربی: Pčinja District) یک روستا در صربستان است که در صربستان واقع شده‌است. ناحیه پچینیا ۳٬۵۲۰ کیلومتر مربع مساحت و ۱۵۹٬۰۸۱ نفر جمعیت دارد.